# Marie Celeste, het verlaten schip
Marie Celeste, het verlaten schip is een hoorspel van Ingrid Bachér. Marie Celeste werd op 8 november 1963 uitgezonden door de Bayerischer Rundfunk. Emiel van den Brande vertaalde het en de AVRO zond het uit op zaterdag 24 juli 1966. Kommer Kleijn had de spelleiding. Het hoorspel duurde 40 minuten.

## Rolbezetting
- Willy Ruys (de kapitein)
- Hans Karsenbarg (Bim)
- Corry van der Linden (het meisje)
- Rien van Noppen (de oom)
- Huib Orizand (de waterschout)
- Frans Somers (Mr. Winchester)
- Martin Simonis (de scheepsjongen Pitry)
- Jan Verkoren, Donald de Marcas & Piet Ekel (de gasten in de herberg)

## Inhoud
De tweemaster 'Marie Celeste' vertrok in september 1872 uit New York met bestemming Genua. Aan boord kapitein Griggs met zijn vrouw en dochtertje en een bemanning van tien koppen. Op 5 december beantwoordde de 'Marie Celeste' niet aan een oproep van een langszij varend Brits schip. De gehele bemanning bleek van boord te zijn zonder sporen van een schermutseling en de reddingsboot was onaangeroerd. Het zeilschip werd naar Gibraltar gebracht. Duizend verschillende geruchten willen verklaren, willen bewijzen, willen weten wat voor geheimen de 'Marie Celeste' verborg. Alleen aan de scheepsjongen, die als eerste een voet op het vreemde vaartuig heeft gezet, lijkt zich het wonder te onthullen…